# Glubokoye (sjö i Antarktis)
Glubokoye är en sjö i Antarktis. Den ligger i Östantarktis. Australien gör anspråk på området. Glubokoye ligger 31 meter över havet.